# Lydford Castle

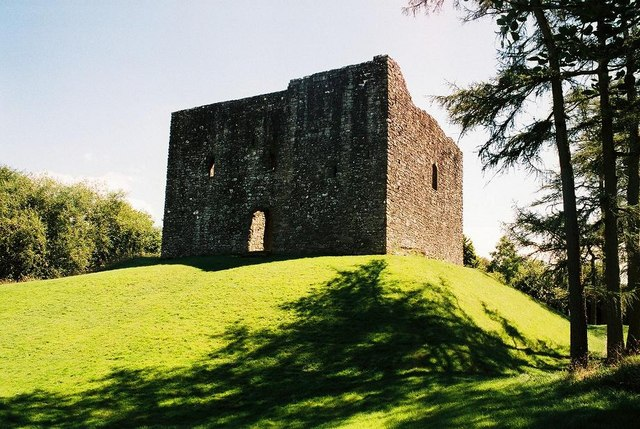
Turm von Lydford Castle von Nordwesten

Lydford Castle ist eine mittelalterliche Burgruine im Dorf Lydford in der englischen Grafschaft Devon. Die erste Burg in Lydford, manchmal auch Normannisches Fort genannt, war ein kleines Ringwerk, das in den Jahren nach der normannischen Eroberung Englands in einer Ecke der angelsächsischen Burh errichtet worden war. Sie sollte den Normannen bei der Kontrolle Devons nach der weit verbreiteten Revolte gegen ihre Herrschaft 1068 helfen. Mitte des 12. Jahrhunderts wurde dieses normannische Fort aufgegeben.
Die zweite Burg in Lydford wurde 1195 nach einer Welle von Problemen mit der öffentlichen Ordnung in ganz England errichtet. Sie bestand aus einem steinernen Turm mit einem umgebenden Burghof und wurde bald als Gefängnis und Gerichtshof zur Durchsetzung des Rechts im Wald von Dartmoor und in den Zinnminen von Devon genutzt. Mitte des 13. Jahrhunderts wurde der Turm neu erbaut, vermutlich in den 1260er-Jahren für Richard, den Earl of Cornwall. Er wurde so umgebaut, dass er einem Donjon einer Motte ähnelte, was damals bereits eine veraltete Konstruktion war, aber immer noch Autorität und Macht ausstrahlte. 1342 fiel die Burg, die weiterhin als Gefängnis und Gerichtsgebäude genutzt wurde, an das Herzogtum Cornwall, die bis ins 20. Jahrhundert ihr Besitzer blieb.
Der Zustand der Burg variierte über die Zeit erheblich; sie wurde mehrmals renoviert und dann ließ man sie wieder verfallen. Dennoch spielte Lydford Castle mit Ausnahme einer Zeitspanne im englischen Bürgerkrieg und während der Stuart-Restauration im 17. Jahrhundert bis ins 19. Jahrhundert eine wichtige Rolle in der Verwaltung der Zinnminen von Devon und des Waldes von Dartmoor. Im 14. Jahrhundert hatte die Burg einen schlechten Ruf wegen Ungerechtigkeiten und die Beschwerden über das Lydford Law hielten jahrhundertelang an. Anfang des 19. Jahrhunderts aber wurde das Gefängnis von Dartmoor erbaut und Lydford Castle war nicht mehr für die juristische Verwaltung des Bezirks zuständig. Bis zur Mitte dieses Jahrhunderts verfiel die Burg.
1922 wechselte Lydford Castle in die Hände des Staates und heute wird es von English Heritage als Touristenattraktion verwaltet. Der Geschichtswissenschaftler Andrew Saunders hat die Burg als architektonisch wichtig beschrieben, das „früheste Beispiel eines extra gebauten Gefängnisses“ in England. Die Erdwerke des normannischen Forts gehörten dem National Trust und sind ebenfalls öffentlich zugänglich.

## Geschichte

### 1066–1150

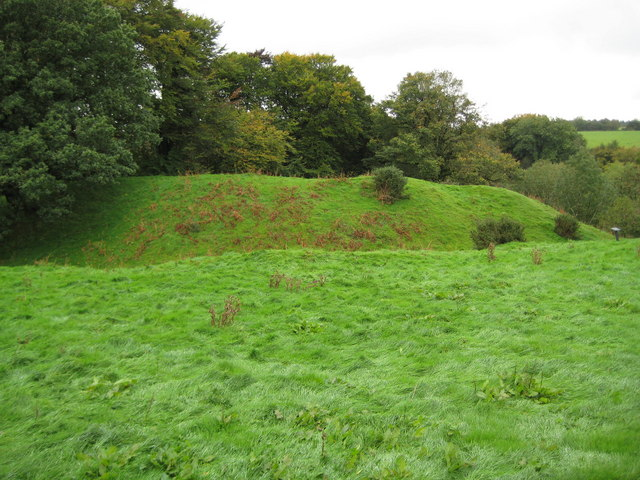
Erdwerke der Burg aus dem 11. Jahrhundert

Die erste Burg in Lydford wurde nach der normannischen Eroberung Englands 1066 gebaut. 1068 intervenierte Wilhelm der Eroberer in Südwestengland, um die weitreichenden angelsächsischen Revolten niederzuschlagen und die Gegend zu befrieden. Wilhelm der Eroberer war für den Bau von Stadtburgen in früheren Zentren angelsächsischer Macht in ganz England verantwortlich und in Devon ließ er neue Stadtburgen in Exeter, Totnes, Lydford und möglicherweise auch in Barnstaple bauen.
Lydford, damals Hlidan genannt, war eine Art befestigter, angelsächsischer Siedlung namens ‘’Burh’. Die Burg, die im 21. Jahrhundert „normannische Burg“ genannt wird, wurde in der entfernten, südwestlichen Ecke der Burh bald nach 1068 errichtet. Sie war als Ringwerk ausgebildet und bedeckte nur eine Fläche von 55 Meter × 60 Meter, wobei sie teilweise die Befestigungen der Burh nutzte. Ähnliche Muster des Burgenbaus in schon existierenden, angelsächsischen Burhs kann man bei Wallingford Castle und Bedford Castle beobachten. Der größte Teil von Lydford Castle wurde zur Lagerung von Korn in großen Holz- und Erdbauten genutzt. Es ist nicht sicher, ob diese Lagereinrichtungen zur Versorgung normannischer Truppen gedacht waren oder zur Lagerung von Getreide für weitere ökonomische Zwecke.
Diese erste Burg wurde nur kurz genutzt und scheint Mitte des 12. Jahrhunderts wieder aufgegeben worden zu sein. Die Getreidelager wurden durch einen Brand zerstört, aber man kennt den Grund hierfür nicht. Zu dieser Zeit befand sich auch die Siedlung Lydford in einem ernsten wirtschaftlichen Niedergang.

### 1150–1239

#### Bau

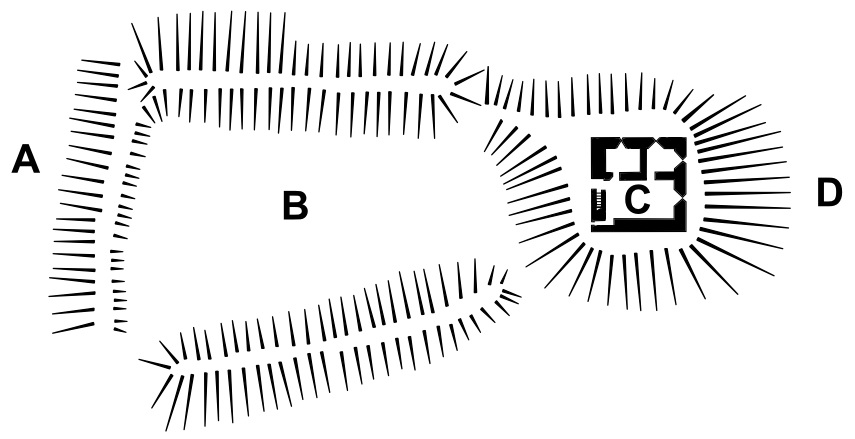
Grundriss der Burg im 21. Jahrhundert: A – Außenkante der Burh-Mauer und Tal; B – Vorburg; C – Turm; D – Hauptstraße von Lydford

Ende des 12. Jahrhunderts versuchte die Regierung von König Richard I., das Wachstum von Lydford zu befördern, einschließlich der Wiederbelebung des Geschäftslebens in der Siedlung. Dann, 1195, gab es weitverbreitete Probleme mit der öffentlichen Ordnung in ganz England, auch im Südwesten. Daher entschloss sich die Regierung, eine Festung mit einem Gefängnis für königliche Gefangene in Lydford zu bauen, und zwar von der alten Burg aus weiter entlang der Westseite der Siedlung an einem prestigeträchtigen Ort in der Nähe der Kirche der Siedlung. In zeitgenössischen Dokumenten wird diese Festung als „firme domus“ (dt.: festes Haus) oder „Castelli de Lideford“ (dt.: Burg von Lydford) bezeichnet.
Es ist nicht klar, warum man die Entscheidung fällte, die neue Burg an einem anderen Standort in der Siedlung als die alte zu bauen. Der Fall von Lydford ist nicht einmalig, denn ein ähnlicher Tausch fand beim Canterbury Castle und beim Gloucester Castle statt. Üblicherweise ist ein solcher Wechsel des Burgstandortes auf die Zerstörung der alten Verteidigungsanlage zurückzuführen, oder auf Veränderungen in der politischen Führerschaft. Der Archäologe Andrew Saunders meint, dass der neue Standort gewählt wurde, weil die ältere Burg in Lydford 1195 nicht der Krone gehörte und ohnehin in Ruinen lag. £ 74 kostete der Bau der Burg, ein Betrag, der von den Erträgen der Krone aus Devon und Cornwall bezahlt wurde.
Die neue Burg entstand in Form eines steinernen Turms mit umgebender Vorburg. Die Vorburg war rechteckig und misst heute, im 21. Jahrhundert, 55 Meter × 40 Meter. Die Vorburg war durch Ringmauern und tiefe Gräben auf der Südwest- und der Nordostseite geschützt, während auf der Nordwestseite die Ringmauer und ein Tal der originalen Befestigungen der Burh Schutz boten. Die Südostseite der Vorburg bildete vermutlich einen kleinen Burghof vor dem Turm. An dieser Stelle liegt heute ein Teil der Erdwerke aus dem 13. Jahrhundert; dort lag wahrscheinlich der ursprüngliche Eingang zur Burg.
Der freistehende Turm hatte einen quadratischen Grundriss von 16 Meter × 16 Meter und war mindestens zwei Stockwerke hoch; im 12. Jahrhundert war der Turm auf ebenem Gelände ohne Mound. Die groben Mauern bestanden aus Schiefer und Granit, waren bis zu 3,4 Meter dick und hatten Schießscharten. Der Turm hatte eine Trennwand in der Mitte des Gebäudes, die jedes Geschoss in zwei Räume teilte. Der Eingang war vermutlich im 1. Obergeschoss. Der Turm hatte eine innere Wasserversorgung, von der ein verzierter Wasserspeier bis heute erhalten ist.

#### Rolle im Recht der Zinnminen und des Waldes von Dartmoor

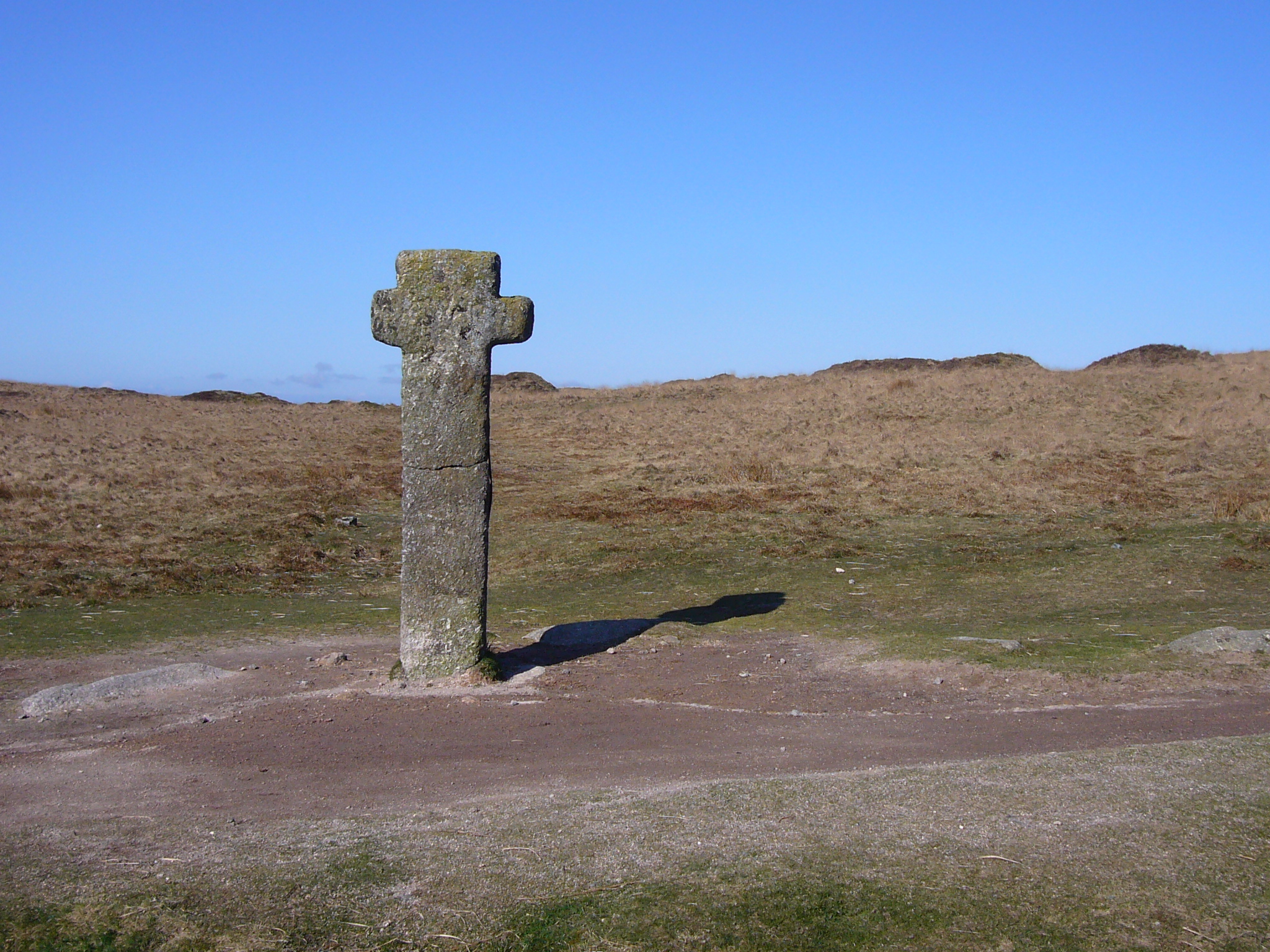
Grenzstein im Wald von Dartmoor

Lydford Castle scheint nicht vorwiegend für militärische Funktionen gebaut worden zu sein, auch wenn Johann Ohneland, als er 1199 auf den englischen Thron kam, die Burg mit einer Garnison belegen und teuer ausstatten ließ, um den Ausbruch irgendwelcher Streitigkeiten in der Region zu verhindern. Der Burg fehlten die damals üblichen militärischen Attribute, wie äußere Torhäuser, und ihre Konstruktion scheint dafür gedacht gewesen zu sein, die Autorität einer traditionellen Verteidigungsfestung zu erwecken, anstatt einem wirklichen Angriff zu widerstehen. Stattdessen scheint es, dass die Burg neben der Unterstützung im Umgang mit den weiteren Problemen von 1195 mit der Absicht gebaut wurde, das Recht der Zinnminen und der Forste in Devon zur Geltung zu bringen. Es ist möglich, dass die Krone ursprünglich vorhatte, die Burg das Recht der Zinnminen über das gesamte Cornwall und Devon übernehmen zu lassen, auch wenn sich die Rolle der Burg in der Praxis auf die Zinnminen von Devon erstreckte.
Das Recht der Zinnminen war im mittelalterlichen England das Rechtssystem für die Beherrschung der Zinnindustrie. Südwestengland und insbesondere Devon war eine wichtige Quelle von Zinn im 12. Jahrhundert; es wurde von unabhängigen Bergleuten, die alluviale Lagerstätten in der ganzen Region bearbeiteten, geschürft. Diese Industrie wurde von der Krone reguliert, die auf die Ausbeute der Minen eine Steuer erhob und Einkommen von jeder Geldstrafe erhielt, mit der diejenigen belegt wurden, die gegen das Recht der Zinnminen verstießen. Die Gesetze regelten auch die Verhältnisse zwischen den Bergleuten und den anderen Leuten in der Gegend, deren ökonomische Interessen oft vernachlässigt wurden. Der Ertrag der Zinnminen stieg ab dem 12. Jahrhundert, was die Krone dazu veranlasste, die Regulierung auszudehnen, um mehr Einkünfte zu erzielen. 1198 wurde William of Wrotham, der Lydford Castle am Beginn der Regentschaft von König Johann Ohneland kontrollierte, zum Warden of the Stannaries ernannt, ein neues Amt, das mehr Strenge in die Verwaltung der Bergbauindustrie bringen sollte. Zinngerichte wurden in Devon eingeführt, die von einem Team von Beamten geleitet wurden, und mit der Schaffung des Herzogtums Cornwall im 14. Jahrhundert wurde die Verwaltung des Rechtes der Zinnminen an das Herzogtum delegiert. Ab 1198 wurde Lydford Castle als Gefängnis zur Unterstützung des Gerichtes und seiner Prozesse ausgewiesen.
Forste waren spezielle Ländereien im mittelalterlichen England, die der Krone gehörten und dem Waldrecht unterlagen. Sie wurden oft wegen ihrer natürlichen Ressourcen ausgewählt und sollten die Krone mit Einkommen oder Rohmaterial versorgen. 1195 erstreckte sich der Wald von Dartmoor über ganz Devon, aber 1204 beschnitt Johann Ohneland die Ausmaße des königlichen Waldes, wobei er einen großen Teil Devons aus dem Geltungsbereich des Waldrechtes ausnahm und nur das Gebiet, das man heute als Dartmoor kennt, darin beließ. In diesem reduzierten Wald galt immer noch das Forstrecht, womit eine spezialisierte Gruppe von Beamten beschäftigt war, die sich in Lydford Castle traf, um Geldstrafen und andere Strafen zu verhängen. Vermutlich wurden 1216 sowohl Lydford Castle als auch der Forst an den Sheriff of Devon, William Brewer, vergeben. Dieses Arrangement änderte sich unter König Heinrich III., als die Ländereien 1239 an Richard, den Earl of Cornwall gegeben wurden. Rechtlich bedeutete dies, dass der Wald von Dartmoor in ein Chase (Kronland zur Jagd) verwandelt wurde, auch wenn die Earls of Cornwall weiterhin Gericht in Lydford Castle hielten und dort dem Chase Law, das dem früheren Forstrecht sehr ähnelte, Geltung verschafften.

### 1239–1278

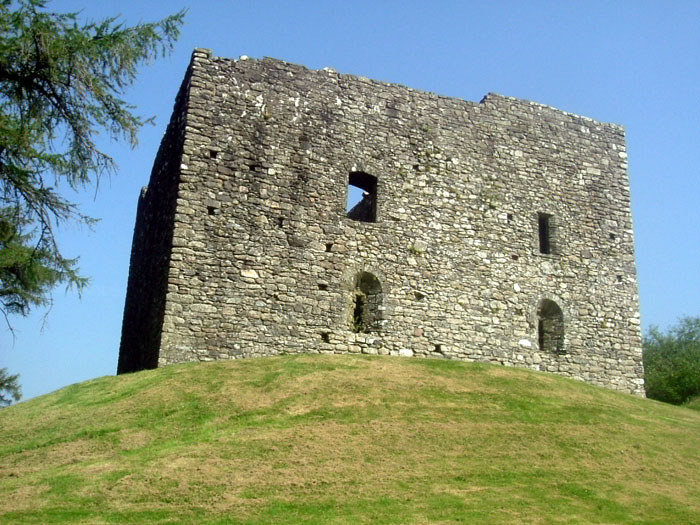
Turm von Südosten

Richard von Cornwall, der zweite Sohn König Eduards II., nahm Lydford Castle 1239 in seinen Besitz. Richard war an der Entwicklung von Lydford stark interessiert, sodass er in den 1260er-Jahren einen zusätzlichen Markt und eine neue Messe einführte. Um diese Zeit wurde der Hauptturm von Lydford Castle abgerissen und neu aufgebaut, vermutlich auf Geheiß Richards von Cornwall, möglicherweise nach einem schlimmen Brand im Gebäude. Richard von Cornwall war ein reicher Politiker und der Neubau der Burg in dieser Art verschaffte ihm ein wichtiges Statussymbol in der Region.
Der frühere Turm wurde entkernt, die existierenden Mauern auf etwa 4,3 Meter über Grund gekappt und die Schießscharten im Erdgeschoss geschlossen. Zwei weitere Geschosse wurden dann auf die älteren Mauern aufgebaut, besser ausgeführt mit einem höheren Anteil an Granit in den dünneren Mauern, die typischerweise etwa 1,8 Meter dick waren. Auch wenn die Struktur im Wesentlichen dieselbe blieb, war der neue Turm mit einer Grundfläche von 14 Meter × 15 Meter etwas kleiner. Das erste Obergeschoss war nur einfach gehalten und enthielt eine Reihe von Räumen mit unterschiedlichem Komfort, die als Gefängnis gedacht waren. Das zweite Obergeschoss war besser ausgestattet; es enthielt eine Halle und ein Schlafgemach, die vermutlich als Gerichtssaal und Schlafraum für den Kastellan dienten.
Teil der Arbeiten war die Aufschüttung eines Mound aus Erde, etwa 5,2 Meter hoch, um die Fundamente des Turms. Das ursprüngliche Erdgeschoss der Burg war nun ein Keller, der vermutlich als puteus (dt.: Grube) zur Beherbergung von Gefangenen niederen Ranges diente und vom ersten Obergeschoss aus über eine Leiter erreichbar war. Ein Teil des Erdgeschosses wurde verfüllt, um den Druck des Mound gegen die Mauern von außen auszugleichen. Es ist nicht sicher, wie viele Türme oder Donjons ähnliche Mounds besitzen, da man normalerweise erst Ausgrabungen durchführen muss, um die Fundamente untersuchen zu können, aber Totnes Castle und Farnham Castle besitzen ebenfalls Mounds, die gegen die Wände der Donjons aufgeschüttet wurden. Der Grund für den Bau eines Mounds ist nicht bekannt, aber er war sicherlich nicht als ernsthafte Verteidigungseinrichtung gedacht. Er sollte stattdessen eher als oberflächliche Imitation einer älteren Motte dienen, sodass die fertige Burg dann dieses frühere Machtsymbol nachmachte und den politischen Status ihres Besitzers verstärkte.

### 1278–1642

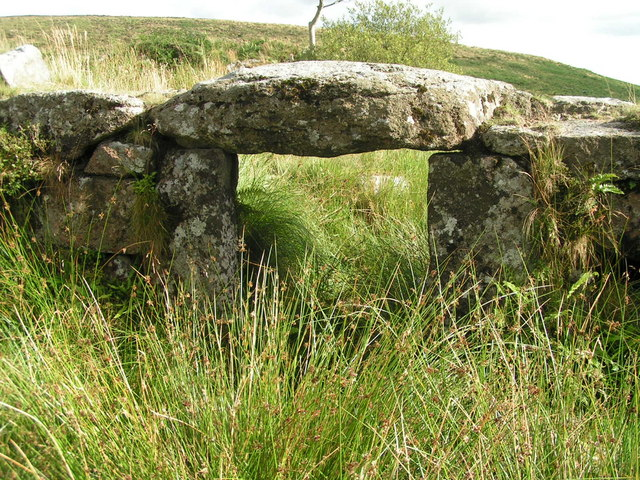
Blowing House (Zinnschmelze), Teil der Überreste der Zinnindustrie in Devon

Richards Sohn Edmund übernahm 1278 das Earldom, hatte aber an Lydford Castle wenig Interesse; er bevorzugte Restormel Castle und Lostwithiel. Bei seinem Tod 1299 war Lydford Castle vernachlässigt und lag in Ruinen. Es fiel zurück an die Krone und, als König Eduard II. seinen Favoriten, Piers Gaveston 1307 zum Earl of Cornwall machte, fiel auch Lydford Castle an ihn. Zu Beginn des neuen Jahrhunderts wurde die Burg repariert und diente dann erneut als Gefängnis. Eduard II. und Gaveston verloren 1327 ihre Macht und Thomas de Ercedekne wurde von der neuen Regierung mit der Verwaltung von Dartmoor und Lydford Castle betraut. 1329 wurde der Wert der Burg auf etwas mehr als £ 11 geschätzt. Piers Gavestons Witwe, Margaret de Clare, verpachtete das Anwesen an die Tavistock Abbey und es blieb weiterhin ein Gefängnis.
Edward of Woodstock wurde 1337 Duke of Cornwall und erlangte Lydford Castle nach Margarets Tod 1342. In den folgenden drei Jahren wurden ausgedehnte Reparaturen an der Burg durchgeführt und so galt sie als mit einem guten Dach versehen und im Inneren gut ausgestattet. Über die folgenden beiden Jahrhunderte änderte sich der Zustand der Burg mehrfach. Um 1390 wurde das Dach abgedeckt, um das Blei für Burgen in Cornwall weiterverwenden zu können. Der Brunnen in der Burg wurde vermutlich im 15. Jahrhundert gegraben. Nach 1425 verlehnte die Krone die Burg an eine Reihe von Einzelpersonen, z. B. an Walter Hungerford oder Sir Philip Courteney.
Lydford Castle blieb während des gesamten 14. und 15. Jahrhunderts das Zentrum der Forstverwaltung. Trotz Beschwerden von Nicht-Bergleuten zu Beginn des 14. Jahrhunderts, dass die Führung des Gefängnisses von Lydford Castle überaus lax sei, hatte das Gefängnis gegen Ende desselben Jahrhunderts einen Ruf von schlechten und grimmigen Zuständen. Die ersten bekannten Reime mit Beschwerden über das „Lydford Law“ stammen von 1399 und waren mehrere Jahrhunderte lang populär. 1510 wurde Richard Strode, ein Parlamentsabgeordneter, der sich für eine Reform des Rechtes der Zinnminen einsetzte, berüchtigterweise von Zinnindustriebeamten verhaftet und in Lydford Castle eingesperrt. Er beschrieb später, wie er in einem unterirdischen Raum im Donjon bei Brot und Wasser und mit Fußschellen gefesselt festgehalten wurde, bis er dem Wärter bezahlte, damit dieser ihn von den Fesseln befreite.
Nach 1485 nahm das Herzogtum die Burg wieder unter direkte Kontrolle und 1546 befand sie sich erneut in schlechtem Zustand. Renovierungsarbeiten wurden unter der Regentschaft von Elisabeth I. ausgeführt, aber ein Bericht von 1618 stellte fest, dass die Burg wegen ihres schlechten Zustandes nicht mehr ihrer Funktion als Gefängnis gerecht würde. So wurden in den 1620er- und 1630er-Jahren unter der Regentschaft Karls I. weitere Reparaturarbeiten ausgeführt.

### 1642–1900

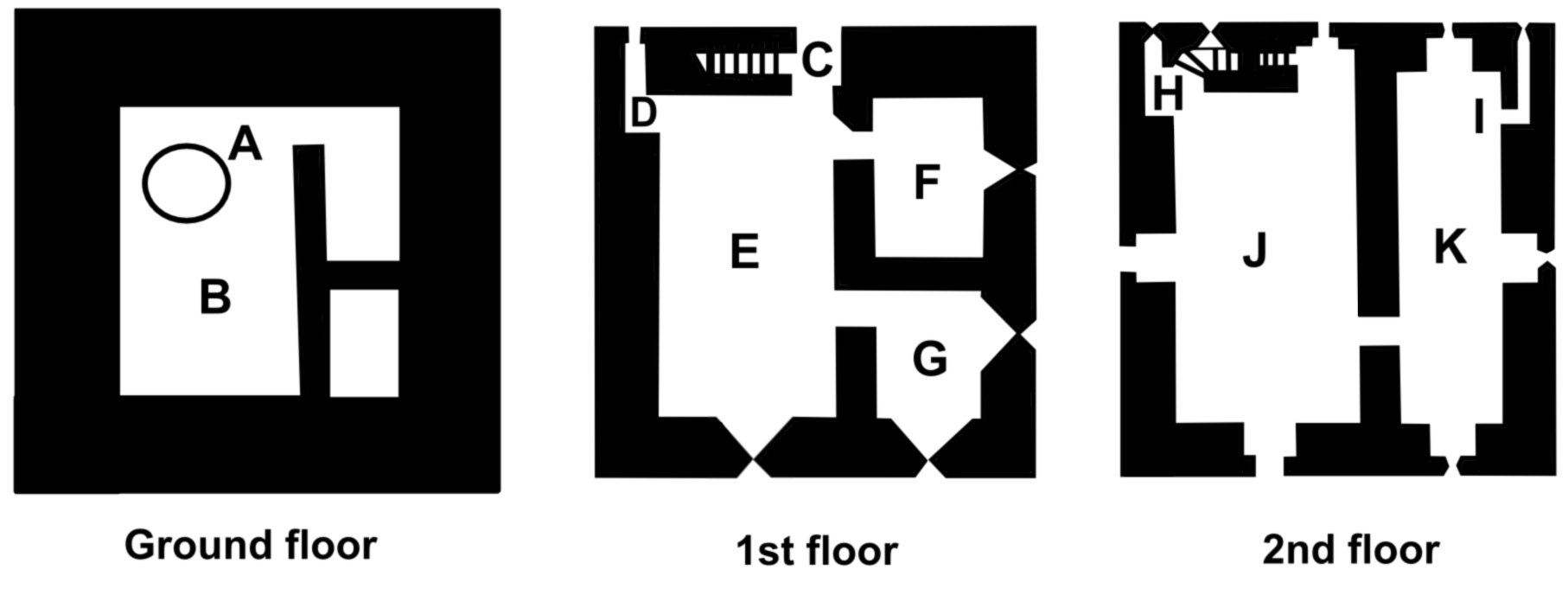
Grundriss vom Turm von Lydford Castle nach den Renovierungen im 18. Jahrhundert: A – Brunnen; B – Puteus; C – Eingang; D – Aborterker; E – vermutlicher Gemeinschaftsraum; F, G – Zellen für die Gefangenen; H, I – Aborterker; J – vermutlicher Gerichtssaal; K – Schlafgemächer

Lydford Castle war in den englischen Bürgerkrieg, der 1642 zwischen den Unterstützern von König Karl I. und denen des Parlaments ausbrach. Die Burg diente dem royalistischen Kommandeur Sir Richard Grenville als Hauptmilitärgefängnis in der Region. Unter Parlamentaristen hatte es einen fürchterlichen Ruf; sie beschwerten sich, dass dort Massenexekutionen militärischer Gefangener durchgeführt würden und von unschuldigen Zivilisten mit der Drohung ihrer Gefangennahme Geld erpresst würde. Am Ende des Bürgerkrieges scheint das Anwesen in Lydford vom Parlament abverkauft worden zu sein. Die Burg wurde von dessen Berichterstattern 1650 als „fast vollständig in Ruinen“ beschrieben: Das Dach des Turms war noch größtenteils intakt, aber die Geschossdecken und ihre Balken brachen zusammen, und das gesamte Anwesen einschließlich der Vorburg wurde auf nur noch etwa £ 80 taxiert.
Mit der Stuart-Restauration 1660, mit der Karl II. auf den englischen Thron kam, fielen Burg und Forste zurück an das Herzogtum. Sir John Grenville wurde zum Rider and Master Forester of Dartmoor und auf Lydford Castle wurde weiterhin Gericht gehalten, um die Angelegenheiten des Forstes zu regeln. Reparaturen an dem verfallenen Gebäude scheinen aber nicht ausgeführt worden zu sein und 1704 wurde ein Bericht für die Regierung angefertigt, in dem stand, dass das Recht der Zinnbergwerke ohne geeignetes Gefängnis nicht angewendet werden könnte.
Zwischen 1716 und 1733 wurden Arbeiten durchgeführt, die die Burg wieder in einen ordnungsgemäßen Zustand versetzten. Als Teil dieser Arbeiten wurde die Trennwand wieder ordentlich aufgebaut und die Fenster im zweiten Obergeschoss wurden vergrößert. Der Gerichtssaal erhielt einen Stuhl für den Richter des Zinngerichtes, weitere Sitzgelegenheiten für die Gerichtsangestellten und einen mit Schranken abgeteilten Bereich für die Öffentlichkeit außen um den Gerichtssaal. Zu Beginn des 19. Jahrhunderts aber ließ Sir Thomas Tyrwhitt, der Lord Warden of the Stanneries, mit dem Bau des Dartmoor-Gefängnisses in Princeton beginnen. Das Dartmoor-Gefängnis und Princeton wurden immer wichtiger und die Gerichtsverhandlungen wurden nun eher dort und nicht in Lydford Castle abgehalten.
Die Burg verfiel erneut, die Nutzung des Gerichtssaals wurde unsicher und 1833 wurden die verbleibenden Einrichtungen des Gerichtes ausgebaut. Mitte des 19. Jahrhunderts wies das Herzogtum Cornwall Vorschläge zur Reparatur der Burg, damit diese wieder benutzt werden könnte, als zu teuer zurück, aber das Burganwesen wurde eingefriedet, um zu verhindern, dass Kinder auf den Mauern spielten und verletzt werden könnten. Bis zu den 1870er-Jahren hatte die Siedlung Lydford viel von ihrer Bedeutung, die sie noch im Mittelalter hatte, verloren und die Böden und Dächer der Burg waren entweder zusammengebrochen oder entfernt worden.

### 20. und 21. Jahrhundert
Lydford Castle gehörte bis ins 20. Jahrhundert weiterhin dem Herzogtum Cornwall. Albert Richardson, der Architekt für die Anwesen des Herzogtums, schlug 1912 vor, das Burganwesen in ein Privathaus umzuwandeln, aber das Herzogtum ließ das Projekt fallen. 1932 übergab das Herzogtum Lydford Castle an das Office of Works. In den 1930er- und 1950er-Jahren wurden Reparaturarbeiten durchgeführt und in den 1960er-Jahren archäologische Untersuchungen unternommen. Im 21. Jahrhundert befindet sich die Burgruine in den Händen von English Heritage, die sie als Touristenattraktion betreibt. Der Geschichtswissenschaftler Andrew Saunders hat die Burg als architektonisch bedeutend eingestuft, da sie „das erste extra gebaute Gefängnis in England“ sei. Die Erdwerke des normannischen Forts gehören dem National Trust und sind öffentlich zugänglich. Beide Burgenstandorte gelten als Scheduled Monuments.